# Музайріб (нохія)

Нохія Музайріб на мапі мінтака Дар'а

Нохія Музайріб (араб. ناحية مزيريب) — нохія у Сирії, що входить до складу однойменної мінтаки Дар'а мухафази Дар'а. Адміністративний центр — поселення Музайріб.
До нохії належать такі поселення:
- Музайріб → (Muzayrib);
- Аджамі → (Ajami);
- Джалін → (Jalin);
- Насіж → (Nasij);
- Тафас → (Tafas);
- Телл-Шіхаб → (Tell Shihab);
- Аль-Ядуда → (al-Yadudah);
- Зайзун → (Zayzun).